# 흑삼릉
흑삼릉(黑三稜, 학명: Sparganium erectum)은 부들과 흑삼릉속의 여러해살이풀이다.

## 특징
키는 1m 정도이다. 수면 위로 실 모양의 가느다란 잎이 곧게 뻗어나온다. 6-8월경이 되면 가지로 나누어지는 꽃줄기가 곧게 뻗어나와 그 아래쪽에 암꽃으로 이루어진 3-5개의 공 모양인 두상꽃차례가, 위쪽에는 수꽃으로 이루어진 많은 수의 두상꽃차례가 달린다. 이때 암·수꽃은 모두 3개의 꽃덮이 조각을 가지고 있으며, 수꽃은 3개의 수술을 가지고 있다. 암꽃으로 이루어진 꽃차례는 익어서 공 모양의 녹색 집합과가 된다. 열매는 달걀을 거꾸로 놓은 모양이며 모서리가 있다.